# 吳三連
吳三連（1899年11月15日—1988年12月29日），男，臺南學甲人，臺灣政治人物、報人，東京商科大學（今一橋大學）畢業。日治時期曾當過《每日新聞》記者、參與《台灣新民報》。戰後出任國大代表、首位無黨籍臺北市長、臺灣省議會議員，為日治時期與戰後臺灣政治民主化運動、臺灣本土化運動、及社會運動的重要先驅人物。
吳三連亦曾參與創辦台南紡織及《自立晚報》，在臺灣教育上，吳三連也是南台工專（今南台科技大學）、天仁工商、延平中學等三所學校之共同創辦人。

## 早年生平
吳三連於1899年（明治三十二年）出生於臺南學甲庄一個貧瘠的村庄「頭港仔」，父親吳徙以木匠為業，自幼家裡貧困。
由於父親吳徙身體單薄、而且罹患慢性腸胃炎，病發時十分痛苦。後來經人介紹下到臺南基督教新樓醫院就醫，開始有起色。父母親遂成為基督教徒。:22吳三連幼時曾進頭港仔隔壁村落「西埔內」的教堂讀書班，學習用羅馬拼音讀《聖經》。吳三連也曾在村內私塾就讀四書，半年後私塾被日本政府取締。最後吳三連在父親朋友說服父親下，讓父親同意吳三連進入原先因校內有鞦韆等遊戲工具而反對就讀的公學校。:24-25
十三歲那年，1911年（明治四十四年），吳三連以比一般入學年齡慢了六年後進入學甲公學校一年級就讀。1915年（大正四年）畢業，考入臺北國語學校。1919年（大正八年）自臺北國語學校國語部畢業。
1919年（大正八年），吳三連考上板橋林家林熊徵獎學金留學日本，與朋友黃逢平一同赴日。黃逢平考上神戶高商預科，吳三連未及格，改考東京高商預科，被錄取。後來東京高商改制，升格為東京商科大學（今一橋大學），黃逢平因神戶高商未改制遂轉學入一橋，與吳三連一起讀完三年預科，升上大學。:35-36
留學日本期間，吳三連曾經參與臺灣人對日本的民族運動。1920年（大正九年），吳三連加入東京留學生組織改革臺灣的運動團體「新民會」、「東京台灣青年會」等組織，在1920年臺灣總督府為臺灣留學生舉辦的招待會上，吳三連即於會議上當著臺灣總督府總務長官下村宏面前批評日本殖民統治的高壓政策，成為吳三連記憶中第一次與日本殖民政府的衝突。:38之後吳也積極參與過林獻堂的「臺灣議會設置請願運動」。

## 參與新聞業
1925年（大正十四年）3月，吳三連自東京商科大學畢業，7月出任《大阪每日新聞》任經濟新聞記者。在擔任記者其間，吳三連在蔡培火介紹下，於1927年（昭和二年）與府城商人李兆偉之女李菱在臺南結婚。婚後定居日本。:66-67
1932年（昭和七年），臺灣人創辦的《臺灣新民報》創刊。由於此時只有吳三連有日報經驗，遂獲得推薦。雖然當時其岳父、吳在《大阪每日新聞》的經濟組主任下田章美反對、但在林獻堂、蔡培火堅持下，吳三連最後返臺出任《台灣新民報》編輯，兼任論說委員、整理部長、政治部長。並開闢專欄「爆彈」批評時政。:71在期間亞洲經歷日本軍方扶植溥儀在新京成立滿洲國政權，國際聯盟派出李頓調查團赴滿洲調查，發表《李頓報告》。過程中《臺灣新民報》皆密切注視，盡可能詳盡報導。:78-81
1933年（昭和八年），《台灣新民報》決定在東京設立支局，採訪新聞、招攬廣告及從事抗日政治聯繫，吳三連遂出任東京支局長。1933年10月，吳三連舉家再往東京。在市中心丸之內設立辦事處，與幾位助手開始《臺灣新民報》東京支局的業務。:82在東京期間，吳三連曾經歷少壯派軍人發起的二二六事件政變，吳三連在雪中出門時發現交通一切中止，聽到廣播一直沒有中斷，先是宣佈東京戒嚴，又要市民避開槍聲起處，到中午時情勢極為緊張，直到下午二時，起事軍人才棄械投降。:85-86
1938年（昭和十三年）1月18日，東京警視廳到吳三連家中搜查，然後將其帶到大森署警視廳拘押21天，3月5日。一般認為吳三連遭拘押的原因是反對米穀政策，然而吳三連在其回憶錄對此說法質疑，因為在審訊過程中並未提及米穀政策。:93-94同時拘押的台灣人還有蔡培火。之後吳三連於1939年（昭和十四年）撰文〈台灣米穀政策之檢討〉，批判日本政府的米穀政策。:91吳三連曾回憶審訊中牽涉到謝南光及賴貴富，警方想了解吳三連與他們之間的關係。當時楊肇嘉曾試圖探視吳三連皆不可得。
隨後，吳三連在1940年（昭和十五年）2月遭到報館撤職，當時報方受到自恢復武官總督以來氣燄上升軍方勢力壓力，遂好意向吳三連表示支局長要換人，希望吳氏回總社。吳三連直到1966年左右葉榮鐘撰寫《臺灣民族運動史》才知真相。:95吳三連認為當時「已經嚴重得罪了臺灣統治當局，臺灣顯然已經不是我回去的地方」，因此選擇亡命天津一途。:951941年4月，吳三連隻身前往日軍占領的北京，在朋友平山泰（曾任臺北州知事）建議下任職於大學同學桑原用二經營的大治株式會社。:96-971942年至天津，與連襟陳火碑合營合豐行，買賣染料陰丹士林。

## 二次戰後
戰後，吳三連出任「天津臺灣同鄉會」會長。由於大連和臺灣之間不再有聯絡船，因此從滿洲國要回臺者，必須由天津到上海，吳三連將與連襟陳火碑在天津經營的「合豐行」的大倉庫提供給臺灣同鄉居住，提供服務近一年。這些人脈成為日後吳三連步入政壇的重要政治資產。部分有滿洲經驗者更在吳三連入主臺北市政後陸續進入臺北市政府，被稱為「東北幫」。:548-550
1946年，吳三連在臺南縣選區（包括今日雲嘉南）參選制憲國大代表選舉並以23萬多票，全臺第一高票當選，1947年又高票當選中華民國第一屆國大代表，目睹李宗仁與孫科爭奪副總統職位的鬥爭。

## 臺北市市長

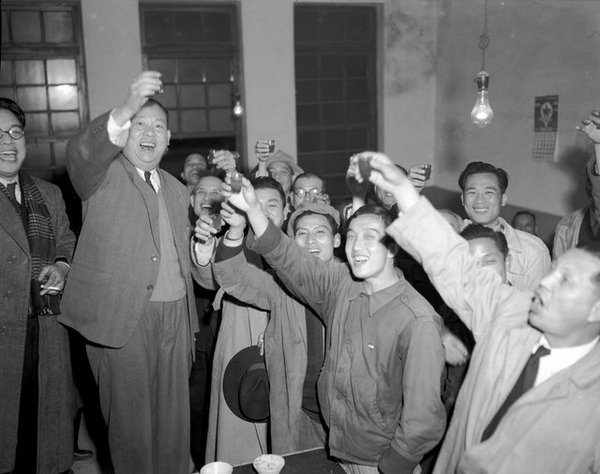
吳三連於1951年勝選後

1950年吳三連獲得蔣介石召見，2月出任官派臺北市市長，任內致力於安置國共內戰後到臺灣的國軍，當時臺北市民由1945年的三十三萬餘人爆增至1950年的五十萬多人。
1950年冬，吳三連參加臺北市市長民選市長選舉，辭去市長由項昌權代理，吳三連以小冊子《市政三年》為競選政見，獲得選民支持。
國民黨在這次選舉中暗中支持吳三連，當時臺灣省主席吳國楨眼見先選出的花蓮縣縣長、臺中市市長、臺南市市長分別由黨外的楊仲鯨、楊基先及葉廷珪當選而頗為焦慮，表示全力支持吳三連。創下執政黨支持黨外候選人的唯一先例。:19據當時在國民黨學生黨部的黃金龍回憶，學校訓導處指示他黨擁護吳三連。身為學生領導人的黄金龍為此幫國民黨暗助的吳三連助選。:93國民黨為了支持吳三連，甚至將出馬角逐市長的國民黨籍國大代表林紫貴以涉入「臺灣工作委員會」共黨組織張逸舟案為由逮捕入獄，被指「匪諜」的張逸舟反而在選後以偽造文書輕判。:287-290
1951年1月7日開票當天，吳三連得到九萬兩千餘票，以得票率65.5%擊敗高玉樹等強敵當選。2月1日就職。
| 1951年臺北市市長選舉結果                                        | 1951年臺北市市長選舉結果 | 1951年臺北市市長選舉結果 | 1951年臺北市市長選舉結果 | 1951年臺北市市長選舉結果 | 1951年臺北市市長選舉結果 | 1951年臺北市市長選舉結果 |
| 號次                                                            | 候選人                   | 政黨                     | 得票數                   | 得票率                   | 當選標記                 |                          |
| --------------------------------------------------------------- | ------------------------ | ------------------------ | ------------------------ | ------------------------ | ------------------------ | ------------------------ |
| 1                                                               | 莊琮耀                   | 無黨籍                   | 12,348                   | 8.80%                    |                          |                          |
| 2                                                               | 林紫貴                   | 中國國民黨               | 2,223                    | 1.58%                    |                          |                          |
| 3                                                               | 郭伯儀                   | 無黨籍                   | 3,901                    | 2.78%                    |                          |                          |
| 4                                                               | 吳三連                   | 無黨籍                   | 92,061                   | 65.61%                   |                          |                          |
| 5                                                               | 鄭來春                   | 無黨籍                   | 984                      | 0.70%                    |                          |                          |
| 6                                                               | 蘇金塗                   | 無黨籍                   | 726                      | 0.52%                    |                          |                          |
| 7                                                               | 高玉樹                   | 無黨籍                   | 28,075                   | 20.01%                   |                          |                          |
| 選舉人數                                                        | 選舉人數                 | 選舉人數                 | 257,849                  | 257,849                  | 257,849                  |                          |
| 投票數                                                          | 投票數                   | 投票數                   | 143,344                  | 143,344                  | 143,344                  |                          |
| 有效票                                                          | 有效票                   | 有效票                   | 140,318                  | 140,318                  | 140,318                  |                          |
| 投票率                                                          | 投票率                   | 投票率                   | 55.59%                   | 55.59%                   | 55.59%                   |                          |
| 資料來源：《臺北市志·卷三·政制志選舉篇》，黃振超，1987年，頁249 |                          |                          |                          |                          |                          |                          |

市長期間，吳三連面臨違章建築氾濫，吳三連拓寬羅斯福路一小段即任滿。由於深感精神與體力磨損，:152吳三連遂不參選1954年的市長選舉。 
1952年吳三連長子吳逸民就讀台大，因受同學歐振隆介紹加入台湾民主自治同盟，後中共台湾省工委台大法學院支部案遭破獲後，吳逸民亦遭到保密局逮捕，當時吳三連曾託人出面說情，但時值國共內戰結束之際，許多資料顯示共諜滲透致使戰事失利，如傅作義女兒洩漏軍情，蔣介石非常痛恨共產黨，同時也正處於韓戰爆發，大肆搜捕共黨的階段，例如台電董事長劉晉鈺因為兒子的家書遭懷疑被策反以致受到槍決，由於無法說動高層，吳三連只得用市長身分去台北監獄視察，趁機偷偷去看吳逸民。
1954年吳三連在臺南縣議會議長邀請下參選第二屆臺灣省臨時省議員並當選，1957年連任為第三屆臺灣省臨時省議員，1959年6月24日臺灣省臨時省議會改制為臺灣省議會，第三屆臺灣省臨時省議員皆直接就任第一屆臺灣省議員。任內與郭雨新、郭國基、李源棧、李萬居、許世賢等人並稱為「黨外五虎將」、「五龍一鳳」，吳三連在這段期間不但投入《自立晚報》的經營，也參與雷震的組黨運動。1960年在第一屆臺灣省議員任期屆滿，由於感到體力不能承受，加上選風敗壞，以及背負太多「人情債」，吳三連決定不再尋求連任。:156

## 卸任後
吳三連為「台南幫」重要精神領袖、地位崇高，在實業界有相當分量。早在1954年，即與台南幫的吳尊賢、侯雨利、吳修齊創立台南紡織，吳三連擔任董事長，吳修齊任總經理。1960年3月更參與環球水泥公司的成立。退出政壇後，吳三連即專心從商。
此外在1965年《自立晚報》改組後，吳三連擔任發行人兼社長，1966年專任發行人，經營《自立晚報》。在經營上吳三連也秉持客觀、中立、本土的原則，為當時的臺灣留下一小片言論自由的空間。而在1980年代黨外運動勃興時，吳三連也多次扮演調和鼎鼐的角色。吳三連不但資助傑出的新聞媒體編寫者，也獎勵本土研究，以關懷臺灣本土文化。另外，吳三連也創立台南紡織、環球水泥，興辦南台工專（南台科技大學前身）、天仁工商、延平中學等三所學校。
吳三連認為文學和藝術是民族長遠生存發展的命脈，也是一個國家人文精神的寄託，所以全心推動相關活動，1978年1月30日成立「財團法人吳三連先生文藝獎基金會」，頒發「吳三連文藝獎」，豐富了本土文學和藝術的內涵；兩度拿到日本畫壇最高榮譽「白壽賞」的陳永森，是唯一一個非本國人拿到此獎的得主，他在東京美術學校求學期間，受到吳三連生活上的資助。
吳三連去世後的1989年，獎項擴增到人文社會科學獎、數理生物科學獎、醫學獎、實業獎、社會服務獎等，故更名為「財團法人吳三連獎基金會」。
吳三連晚年曾出任國策顧問，1988年12月29日10時15分因心臟衰竭逝於臺大醫院。身後歸葬故里學甲鎮頭港里淳吉堂墓園。

## 家族及後代
- 孫女吳明華（英语：Clara Wu Tsai）。蔡崇信律師為吳三連孫女婿。

## 紀念

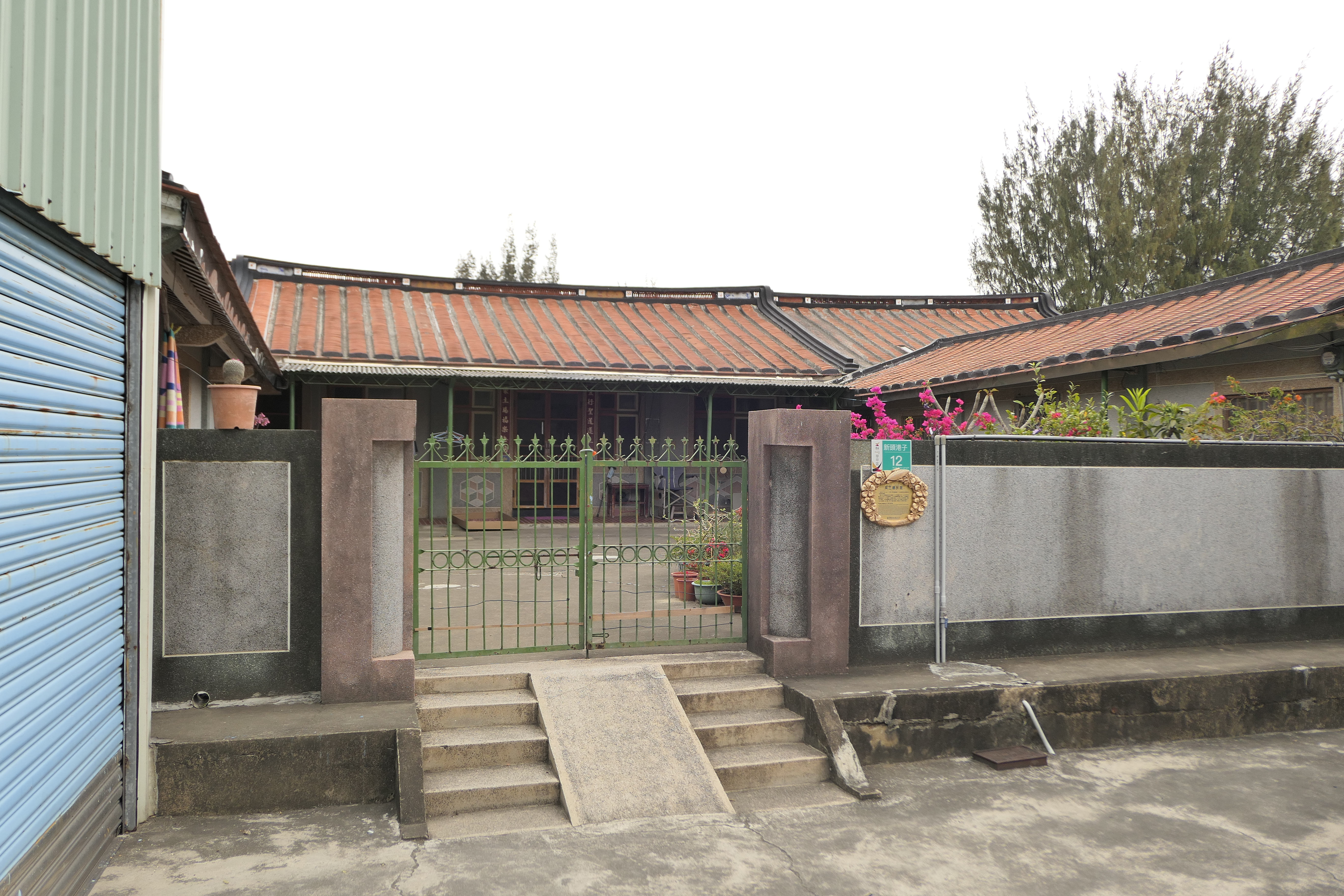
吳三連故居

- 2015年，臺南市政府依據〈臺南市歷史名人紀念作業要點〉，將吳三連與吳修齊、吳尊賢列為歷史名人，在其學甲區新頭港仔故居掛牌紀念。2015年3月22日由市長賴清德與吳三連家屬吳樹民等人掛牌。[11][12]

## 傳記及研究書目
- 吳三連口述，吳豐山撰述，1991，《吳三連回憶錄》，台北：自立晚報。

## 外部連結
- 吳三連簡介
- 【台灣演義】台灣關鍵人物 吳三連傳 （页面存档备份，存于）
- 吳三連獎基金會（页面存档备份，存于）
- 吳三連台灣史料基金會

| 前任： 游彌堅 | 臺北市市長（首次）（省轄市時期官派第3任） 1950年2月6日—1950年11月   | 繼任： 項昌權 |
| 前任： 項昌權 | 臺北市市長（再次）（省轄市時期民選第1任） 1951年2月1日—1954年6月1日 | 繼任： 高玉樹 |